# Trompsburg
Trompsburg est une petite ville située dans la province de l'Etat Libre en Afrique du Sud. Elle est située à 120 km au sud-ouest de Bloemfontein et à 56 km au nord-est de Philippolis.

## Historique
Tromspburg a été fondée en 1891 sur la ferme de Middelwater et a atteint le statut municipal en 1902. Après s'être brièvement appelé Jagersfontein puis Hamilton, en l'honneur de Sir Hamilton Goold-Adams (1858–1920), lieutenant-gouverneur de la colonie de la rivière Orange, la ville a été rebaptisée en l'honneur des propriétaires de la ferme de Middelwater, Jan et Bastiaan Tromp. 

## Démographie

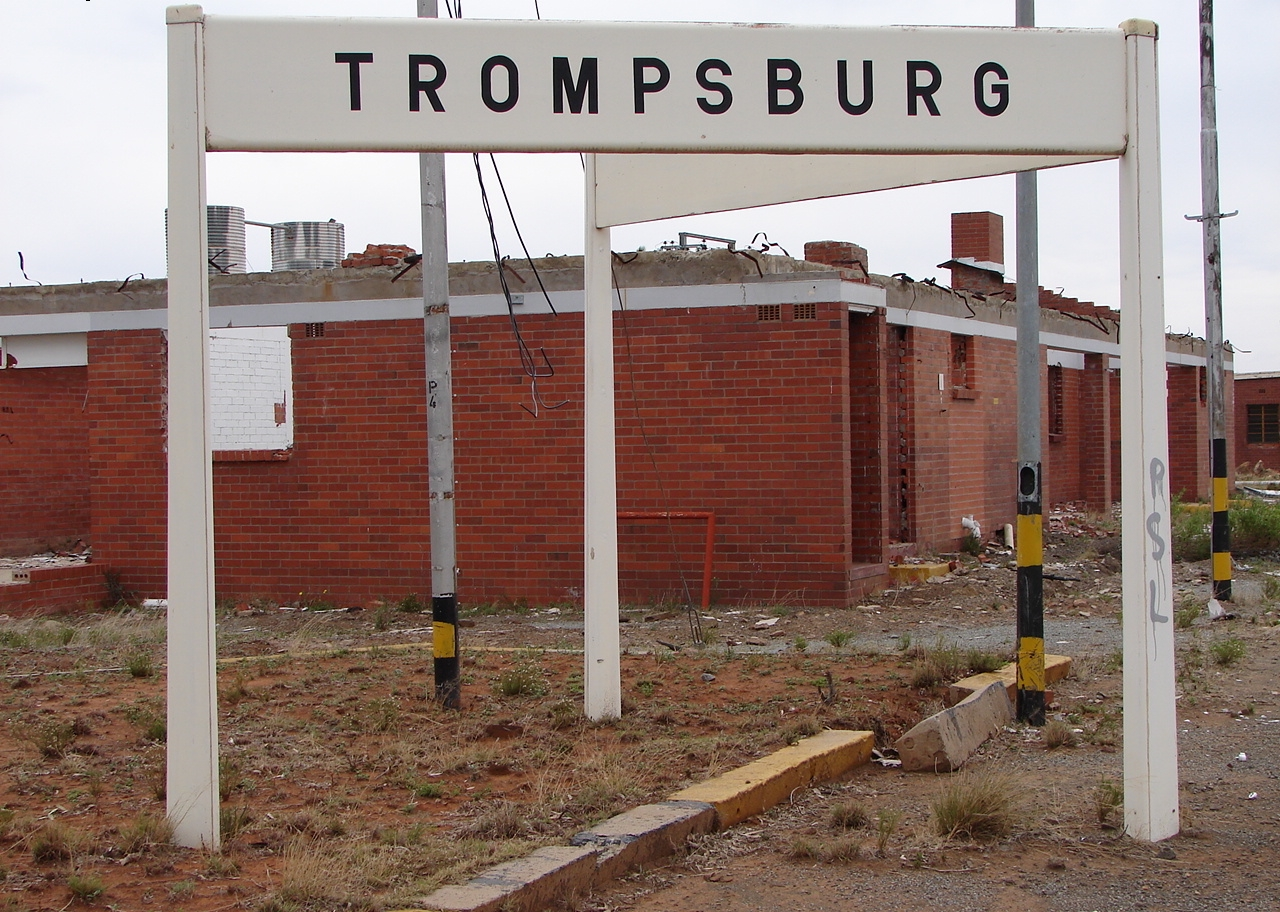
Trompsburg

Selon le recensement de 2011, Trompsburg compte 1 180 habitants, majoritairement coloured (41%), noirs (38%) et blanche (19%). Les habitants de la ville sont à 68 % de langue maternelle afrikaans.
Jouxtant la ville de Trompsburg se trouve le township de Madikgetla, 3 458 habitants (88 % de noirs), ce qui en fait la plus dense localité de la localité urbaine de Trompsburg, peuplée au total de 5 338 habitants à majorité noire (70,2% contre 22 % de coloureds et 6,6% de blancs) et principalement de langue sesotho (41,3%) et afrikaans (35,7%).

## Économie
Trompsburg est une petite ville agricole qui vit principalement de l'élevage de mérinos.

## Personnalités liées à Trompsburg
- Karel Schoeman, né à Trompsburg